# Ukaleq Slettemark
Ukaleq Astri Slettemark (født 9. september 2001 i Nuuk) er en grønlandsk skiskytte. Hun vandt guld i 10 km individuelt ved verdensmesterskaberne for juniorer 2019 i Slovakiet. I 2018 vandt hun Norges Cuppen, der er en gennemgående sæsonkonkurrence for 17-19-årige.
I 2022 blev hun udtaget til vinter-OL i Beijing, hvor kun stillede op i 15 km samt 7,5 km. På 15 km-distancen skød hun som en af blot to deltagere plet på alle tyve forsøg, og hun endte på en 53. plads  blandt de 87 startende skiskytter.

## Privat
Hun er datter af Uiloq Slettemark og Øystein Slettemark. Familien Slettemark bor i Geilo i Norge, hvor hun går på Topidrætsgymnasium. Hun er født i Grønland og dermed dansk statsborger samt norsk statsborger.